# Nigrischer Aktionsblock
Der Nigrische Aktionsblock (französisch: Bloc Nigérien d’Action, Kürzel: BNA) war eine politische Partei im französischen Überseegebiet Niger.

## Geschichte
Der Nigrische Aktionsblock entstand im November 1955, als sich die Partei Nigrische Fortschrittliche Union (UPN) unter Georges Condat mit einer von Adamou Mayaki und Issoufou Saïdou Djermakoye angeführten Gruppe ehemaliger Parteimitglieder der Union unabhängiger Nigrer und Sympathisanten (UNIS) zusammenschloss. Die UNIS hatte mit Georges Condat und Ikhia Zodi seit 1951 die beiden Abgeordneten gestellt, die Niger in der französischen Nationalversammlung vertraten. Condat war bereits 1953 aus der UNIS ausgetreten und hatte die UPN gegründet.
Der BNA wurde am 16. Mai 1956 offiziell als Partei anerkannt. Georges Condat wurde Parteivorsitzender des BNA. Bei den Wahlen in der französischen Nationalversammlung am 2. Januar 1956 verlor die UNIS beide Sitze: Ein Sitz ging an den BNA-Kandidaten Georges Condat, der andere Sitz an Hamani Diori von der Nigrischen Fortschrittspartei (PPN-RDA).
Am 19. November 1956 fusionierte der BNA mit der Nigrischen Demokratischen Union (UDN) unter der Führung von Djibo Bakary zur später Sawaba genannten nigrischen Sektion der Afrikanischen Sozialistischen Bewegung (MSA). Viele ehemalige BNA-Mitglieder, darunter Yacouba Sido, verließen 1958 den Sawaba und schlossen sich dem PPN-RDA an, als der Sawaba im Gegensatz zum PPN-RDA für eine sofortige Unabhängigkeit Nigers von Frankreich eintrat.